# Micrathena quadriserrata
Micrathena quadriserrata är en spindelart som beskrevs av F. O. Pickard-Cambridge 1904. Micrathena quadriserrata ingår i släktet Micrathena och familjen hjulspindlar. Inga underarter finns listade i Catalogue of Life.